# 모르도비야 공화국

모르도바인 공화국의 소형 국장

모르도비야(/mɔːrˈdoʊvɪə/), 공식적으로 모르도비야 공화국,은 러시아의 공화국으로 동유럽에 위치한다. 수도는 도시인 사란스크이다. 2010년 인구 조사에 따르면 이 공화국의 인구는 834,755명이었다. 민족계 러시아인 (53.1%)과 모르드바인 (39.8%)이 인구의 대부분을 차지한다.

## 역사

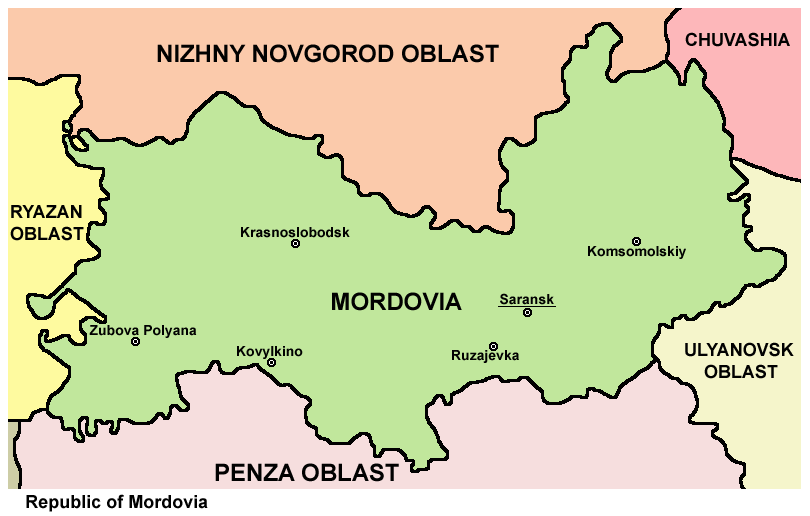
모르도비아 공화국의 지도

모르드바인은 몽골과 타타르의 지배하에 있다가 1552년 카잔 칸국이 러시아 차르국에 멸망당하자 자발적으로 러시아 차르국에 복속되었다. 이후 이 지역에 러시아인이 꾸준히 이주해오며 러시아인들의 수가 늘어났고 1890년대 모스크바와 카잔을 연결하는 철도가 개통되자 지역의 공업과 농업이 발달하게 되자 더욱 가속되었다.
이후 모르드바인은 상당히 러시아인에 동화되었지만 1928년에 모르도비야 자치구가 만들어졌고, 1930년에는 자치주로 승격, 1934년에는 자치공화국이 되었다. 이 공화국은 러시아 독립 이후 1990년 12월 8일에 모르도비야 공화국으로 개칭하였다.

## 지리
공화국은 러시아의 동유럽 평야 동부에 위치한다. 공화국의 서부는 오카돈 평야에 위치하고 있으며, 동부와 중부는 볼가 고원에 위치한다.
- 지역: 26,200 제곱킬로미터 (10,100 mi2)
- 테두리:

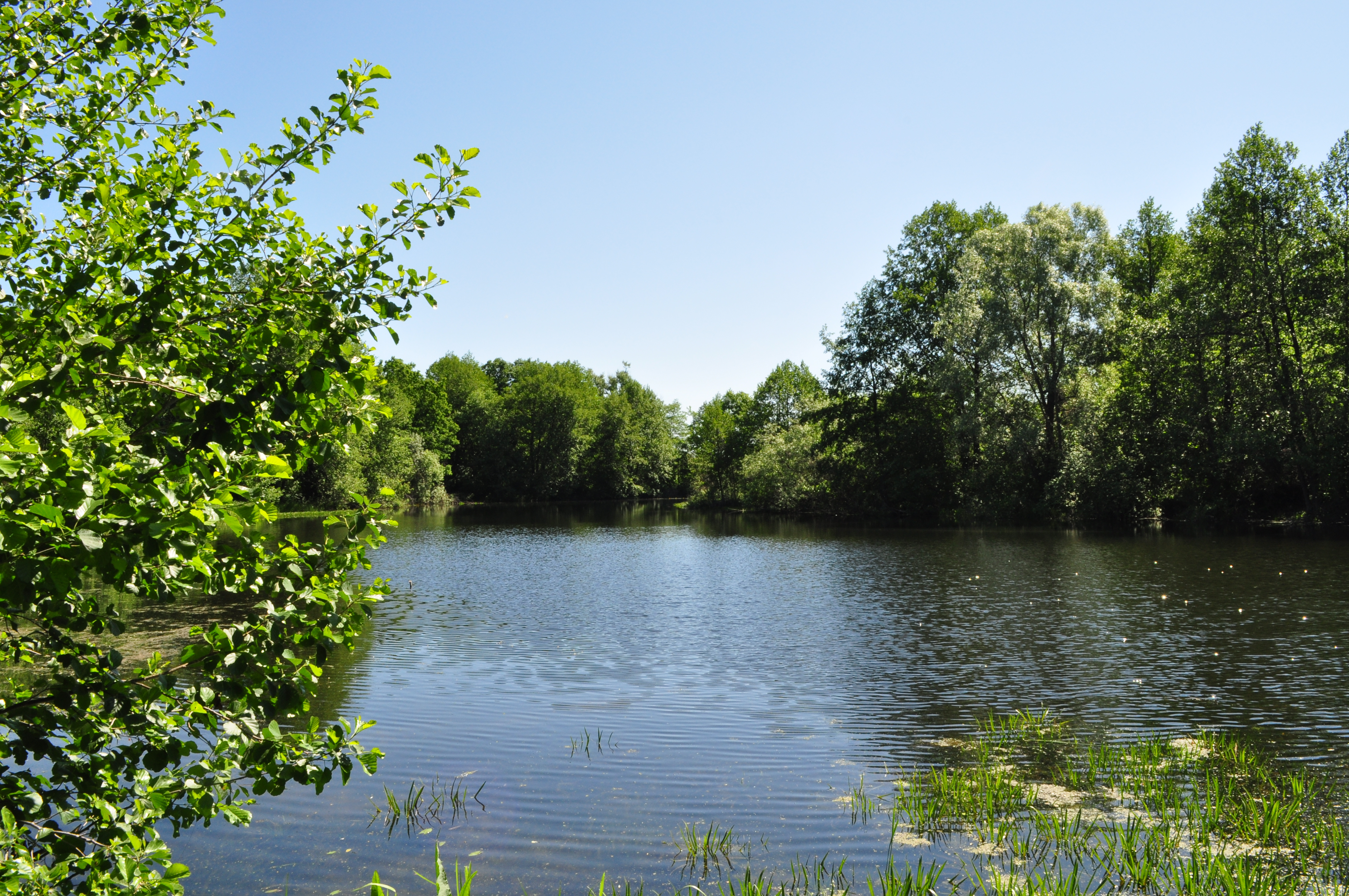
체반 에르케 호수

  - 내부: 니즈니노브고로드주 (N), 추바시야 공화국 (NE/E), 울리야놉스크주 (E/SE), 펜자주 (S/SW), 랴잔주 (W/NW)
- 가장 높은 지점: 324 미터 (1,063 ft) (볼쇼이 마레세프에서 목셰일리로 가는 도로를 건너는 경우,  퍄이질레이, 및 피체리)

### 강

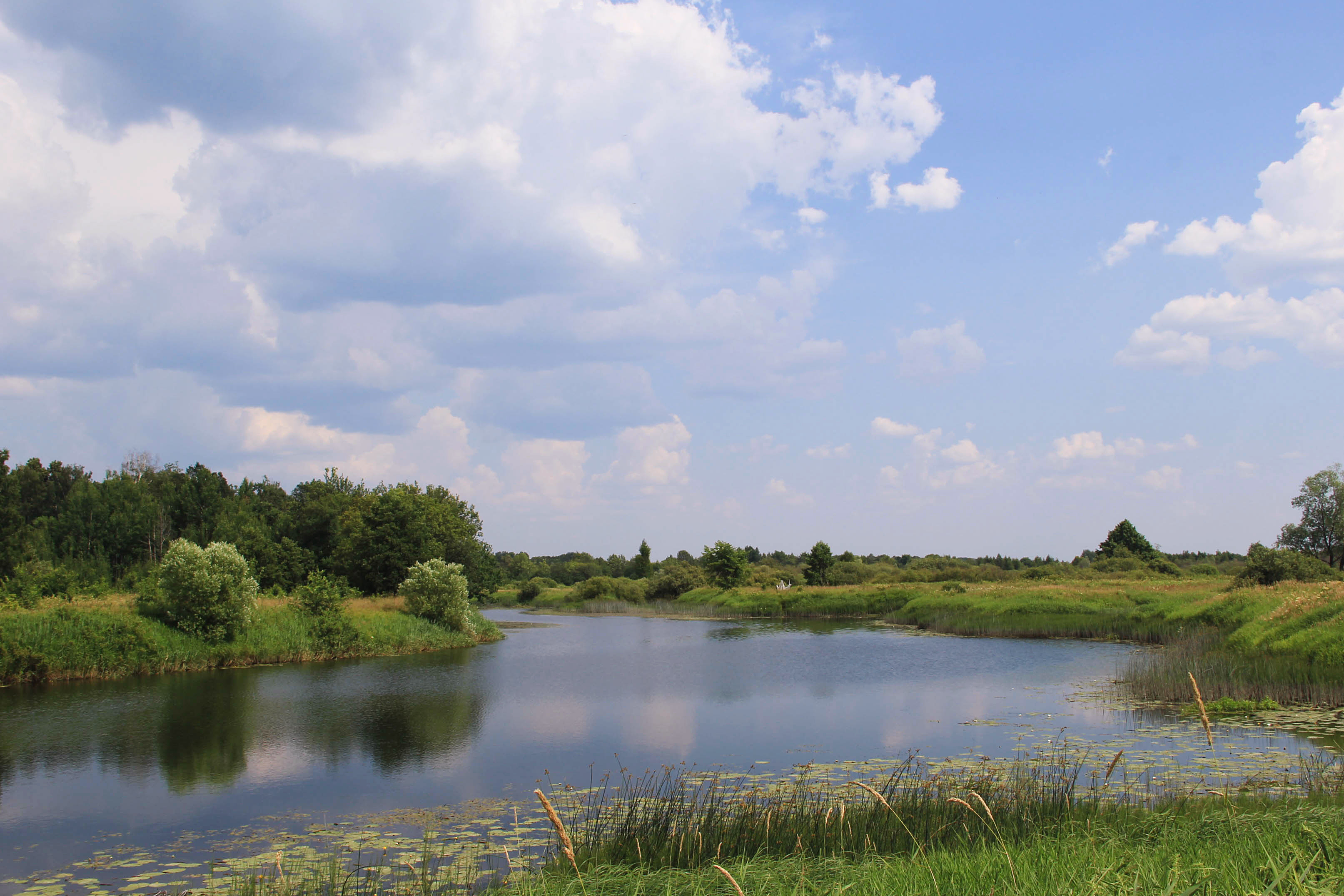
보호구역

공화국에는 114개의 강이 있다. 주요 강에는 다음과 같은 것들이 있다.
- 알라티르강 (에르자어: 라토르)
- 이사강
- 목샤강
- 사티스강
- 시빈강
- 수라강
- 바드강

### 호수
공화국에는 약 500개의 호수가 있다.

### 천연자원
천연자원에는 이탄, 미네랄 워터 등이 포함된다.

### 기후
기후는 적당히 대륙성이다.
- 1월 평균 기온: −11 °C (12 °F)
- 7월 평균 기온: +19 °C (66 °F)
- 연평균 강수량: ~500 밀리미터 (20 in)

### 시간대
모스크바 시간(MSK/MSD)에 놓여 있다. UTC와의 시차는 +0300 (MSK)/+0400 (MSD)이다.

## 도시
- 아르다토프(Ардатов)
- 인사르(Инсар)
- 코빌키노(Ковылкино)
- 크라스노슬로보츠크(Краснослободск)
- 루자옙카(Рузаевка)
- 사란스크(Саранск)
- 템니코프(Темников)

## 주민
2010년 러시아 정부의 통계에 따르면, 러시아인(53.4%), 모르드바인(40%), 타타르인(5.2%), 우크라이나인(0.5%)과 기타 종족(0.5%) 등이 거주한다.
모르드바인들은 핀우고르어계의 모르드바어를 쓴다. 모크샤어와 에르자어가 쓰이는데 둘 다 모르도비야의 공식언어이다.
| 연도                | 인구      | ±%     |
| ------------------- | --------- | ------ |
| 1926                | 1,260,073 | —      |
| 1959                | 1,001,994 | −20.5% |
| 1970                | 1,029,562 | +2.8%  |
| 1979                | 990,617   | −3.8%  |
| 1989                | 964,132   | −2.7%  |
| 2002                | 888,766   | −7.8%  |
| 2010                | 834,755   | −6.1%  |
| 2021                | 783,552   | −6.1%  |
| Source: Census data |           |        |

## 경제
기계, 화학, 목재, 식품 산업 등이 주요 산업이다.

## 문화

### 교육
모르도비야 대학교가 모르도비야의 수도인 사란스크에 위치해 있다. 많은 박물관이 모르도바 공화국에 위치해 있다.

### 종교
대부분 러시아 정교회를 믿고 있다.

## 언어
모르드바어군은, alternatively Mordvin languages, or Mordvinian languages (틀:Langx, Mordovskiye yazyki, the official Russian term for the language pair),
are a subgroup of the Uralic languages, comprising the closely related Erzya language and Moksha language.
이전에는 단일 "모르드바어"로 간주되었다.
현재는 두 언어로만 구성된 작은 언어 그룹으로 취급된다. 음운론, 사전, 문법의 차이로 인해 에르지아어와 목샤어는 서로 이해할 수 없으므로 러시아어는 종종 그룹 간 의사소통에 사용된다.
두 모르드바어는 또한 별도의 문학 형식을 가지고 있다. 에르지아어의 문학적 언어는 1922년에 만들어졌고 목샤어는 1923년에 만들어졌다.
두 모르드비어는 [[러시아어]와 함께 모르도비야의 공용어이다.

## 같이 보기
- 모르도비야 공화국의 국가
- 모르도비야의 스포츠 역사

## 노트
1. ↑  러시아어: Мордовия, tr. Mordovija, IPA: [mɐrˈdovʲɪjə]; 목샤어 및에르자어: Мордовиясь Mordoviäś
2. ↑  러시아어: Республика Мордовия, tr. Respublika Mordovija, IPA: [rʲɪˈspublʲɪkə mɐrˈdovʲɪjə]; 목샤어: Мордовия Республиксь Mordovija Respublikś; 에르자어: Мордовия Республикась Mordovija Respublikaś[13]